# Signal du Grand Mont Cenis
Il Signal du Grand Mont Cenis (3.377 m s.l.m.) è una montagna della Catena Rocciamelone-Charbonnel nelle Alpi Graie.

## Caratteristiche
La montagna si trova lungo la cresta che dalla Punta Roncia scende verso il Colle del Moncenisio.

## Salita alla vetta
Comunemente viene salita partendo dal Lago del Moncenisio e nel percorso che raggiunge la Punta Roncia.